# Byranayakanahalli, Bangarapet
Byranayakanahalli là một làng thuộc tehsil Bangarapet, huyện Kolar, bang Karnataka, Ấn Độ.